# 요시다 사토루
요시다 사토루(일본어: 吉田 悟, 1970년 12월 18일 ~ )는 일본의 전 축구 선수이다.

## 구단 경력
1990년 일본 사커 리그의 닛산 자동차(요코하마 마리노스)에 입단했다. 1995년 재팬 풋볼 리그의 오츠카 제약로 이적했다. 1998년 방포레 고후로 이적했다. 1999년 J2리그로 승격했다. 2001년까지 75경기에 출전하여, 7득점을 넣었다. 2001년후 현역 은퇴.